# Хауреги, Августин де
Агустин де Хауреги и Альдекоа (исп. Agustín de Jáuregui y Aldecoa; 17 мая 1711 (по некоторым данным 1708), Наварра, Испания — 29 апреля 1784, Лима, Перу) — испанский военный и политический деятель. Находился на посту губернатора Чили (1772—1780) и вице-короля Перу (1780—1784).

## Военная карьера
На службу в армию Хауреги поступил в возрасте 25 лет, участвовал в обороне Картахены от англичан в 1740 году. Военную службу он проходил в испанских колониях в Америке, среди которых Гондурас, Пуэрто-Рико и Куба. К моменту назначения губернатором Чили он был удостоен звания генерал-лейтенанта и произведён в рыцари Ордена Сантьяго (1736).

## Губернатор Чили
В 1772 году испанский король Карлос III назначил Августина Хауреги губернатором Чили, в октябре того же года он приступил к обязанностям. В Чили он отплыл вместе со своим сыном, его жена, уроженка Гаваны, осталась в Испании.
В течение своего губернаторства Хауреги провёл множество административных и правительственных реформ и ввёл целый ряд новшеств. При нём была проведена первая перепись населения в Чили, в результате которой было насчитано 259646 на 1778 году. Так же им была организована первая общественная почта в Чили.
Сразу же после прибытия им была проведена налоговая реформа, многие торговцы препятствовали её внедрению, но новшества были внедрены так или иначе.
Хауреги осуществлял контроль над строительством кафедрального собора в Сантьяго, собор был построен итальянским архитектором, специально нанятым Хауреги. В его правление активно развивался королевский университет, также была основана Академия Судебной Практики.
В 1777 году им была организована милиция для защиты сельских жителей от распространившегося бандитизма. Так же им были созданы в армии два новых кавалерийских и один пехотный полк, с одобрения короля он повысил размер выплат за службу.
В соответствии с королевским указом в колониях была разрешена свободная торговля между различными торговыми портами, что привело к значительному росту благосостояния Чили. Также королём был разрешён торговый маршрут через мыс Горн.

## Вице-король Перу
В 1780 году Хауреги был назначен на пост вице-короля Перу, приём в честь его вступления в должность состоялся 20 июля.
В Лиме ещё не окончились празднования по случаю прибытия нового вице-короля, а Хауреги уже пришлось столкнуться со сложной проблемой в лице Тупака Амару II, поднявшего восстание.
Хауреги преуспел в подавлении восстания, в 1781 году Тупак Амару II в результате предательства был схвачен и жестоко казнён вместе со своей семьёй и ближайшими сторонниками. Окончательно с восставшими было покончено к 1783 году, когда остальные лидеры восстания были казнены. В этот период испанцами были уничтожены последние потомки инкских правителей для того, чтобы никто больше не мог претендовать на власть в Перу. Репрессии, последовавшие после восстания, коснулись почти всего коренного населения Перу.
На посту вице-короля перу Хауреги занимался улучшением обороноспособности региона, учредил милицию, а также почтовую службу.
Августин де Хауреги оставил свой пост 6 апреля 1784 года и спустя несколько дней скончался в Лиме в результате несчастного случая.